# Landévennec
Landévennec (bretonisch Landevenneg) ist eine französische Gemeinde mit einem kleinen Hafen ganz im Westen der Bretagne im Département Finistère mit 335 Einwohnern (Stand 1. Januar 2022). Die Gemeinde liegt im Osten der Halbinsel Crozon direkt an der Mündung des Flusses Aulne in den Atlantik bzw. in die Bucht von Brest und befindet sich im Regionalen Naturpark Armorique (französisch Parc naturel régional d’Armorique).

## Lage
Brest liegt 18 Kilometer nordwestlich und Quimper 35 Kilometer südöstlich. 

## Verkehr
Bei Le Faou und Châteaulin befinden sich die nächsten Abfahrten an der Schnellstraße E 60 (Nantes-Brest) und in Châteaulin, Quimper und Brest gibt es die nächsten Bahnstationen.

## Bevölkerungsentwicklung
| Jahr                       | 1962 | 1968 | 1975 | 1982 | 1990 | 1999 | 2006 | 2017 |
| Einwohner                  | 564  | 523  | 423  | 377  | 374  | 371  | 349  | 337  |
| Quellen: Cassini und INSEE |      |      |      |      |      |      |      |      |

## Sehenswürdigkeiten

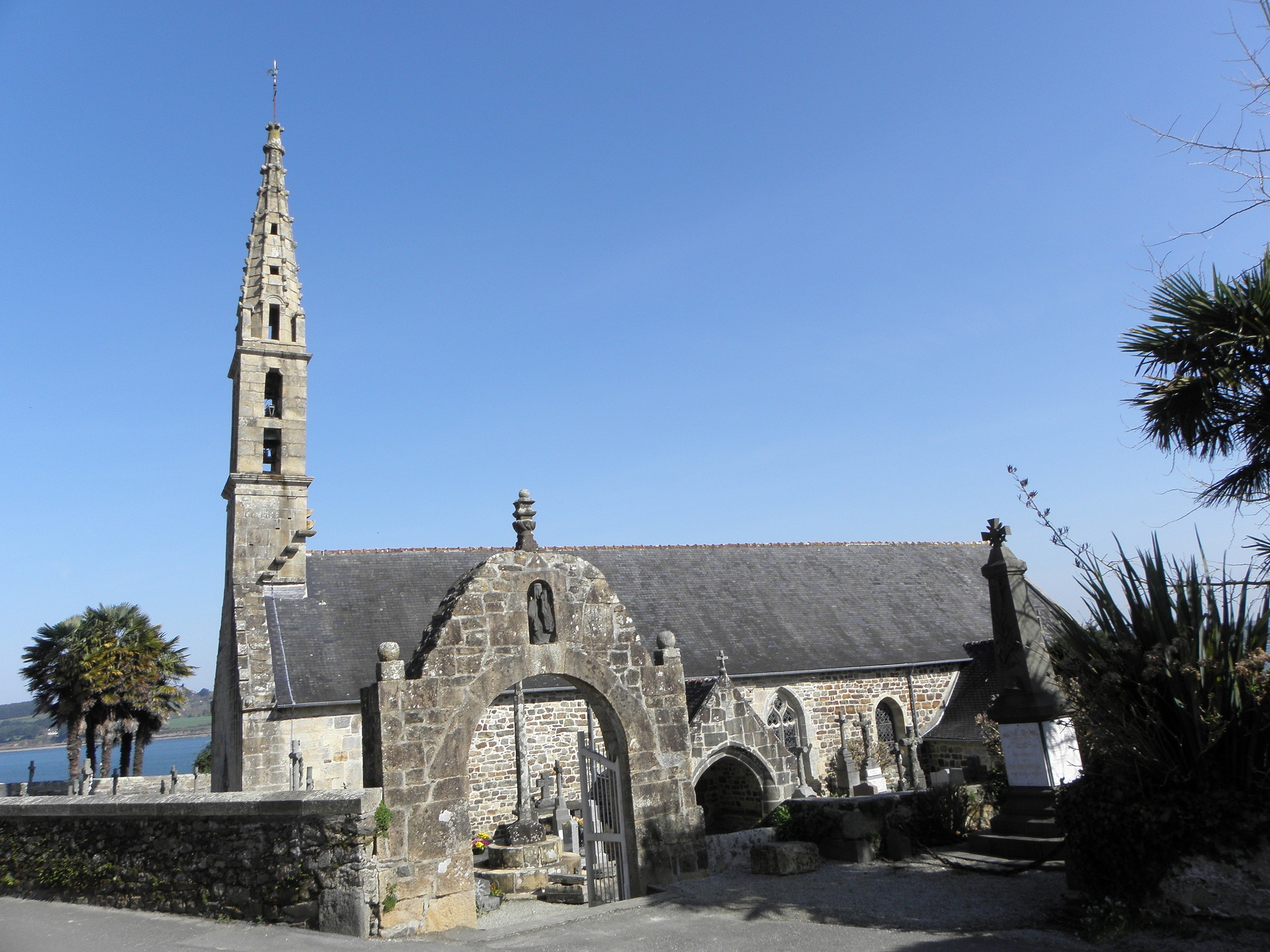
Kirche Notre-Dame

- Kirche Notre-Dame, Monument historique
- Abtei von Landévennec, 485 n. Chr. gegründet, später zerstört, in den 1950er Jahren wurde eine neue Benediktinerabtei gegründet

Siehe auch: Liste der Monuments historiques in Landévennec